# Julius Adam II
Julius Adam II (Monaco di Baviera, 18 maggio 1852 – Monaco di Baviera, 1913) è stato un pittore tedesco, membro della famiglia Adam.

## Biografia
Figlio di Julius I e nipote di Albrecht, da giovane coadiuvò il padre, ex pittore, nella professione di fotografo. Lasciò poi la Germania per trasferirsi per alcuni anni a Rio de Janeiro. Tornato in Europa, si diede alla pittura studiando sotto la guida di Michael Echter e Wilhelm von Diez, e affermandosi infine come pittore di gatti.